# El veraneo de los Campanelli
El veraneo de los Campanelli es una película filmada en colores de Argentina dirigida por Enrique Carreras según el guion de Jorge Basurto, Juan Carlos Mesa, Oscar Viale y Héctor Maselli que se estrenó el 1 de julio de 1971 y que tuvo como protagonistas a Alberto Anchart, Santiago Bal, Dorita Burgos y Osvaldo Canónico. Fue filmada parcialmente en Mar del Plata.
Los Campanelli fue una serie de televisión del tipo comedia de situaciones de la televisión argentina creada y dirigida por Héctor Maselli sobre libreto e idea de Juan Carlos Mesa, Jorge Basurto y Oscar Viale, quien también actuaba. Se emitió los mediodías de cada domingo entre 1969 y 1974 convirtiéndose en la familia más famosa de la televisión argentina.

## Sinopsis
La familia Campanelli, sus aventuras y desventuras de verano en Mar del Plata, "La Ciudad Feliz".

## Reparto
- Alberto Anchart … Alberto "Tumba"
- Santiago Bal  ... Santiago
- Dorita Burgos … Dorita
- Osvaldo Canónico … Osvaldo
- Edda Díaz ... Flora
- Claudio García Satur … Claudio
- Zulma Grey … Zulma
- Alejandra Kliment … Alejandra
- María Cristina Laurenz … María Cristina
- Adolfo Linvel …  Don Carmelo Campanelli
- Tito Mendoza … Tito
- Gloria Montes … Gloria
- Tino Pascali … Tino
- Menchu Quesada … Lucía
- Carlos Scazziota … Carlitos
- Iván Grondona ... Don Clemente
- Arturo Puig
- Sergio Velasco Ferrero
- Pepita Muñoz
- Oscar Viale
- Aldo Bigatti
- Enrique Carreras
- Juan Díaz
- Jacques Arndt
- María Militello … Mary
- Julio López
- Mario Adalberto Rodríguez …  Don Calendario Hernandez

## Comentarios
E.S. en El Cronista Comercial opinó:

”En el numeroso elenco se destaca (pero al revés) Adolfo Linvel, en el rol de Campanelli mayor, que realiza en forma maccchietta, exagerando hasta el delirio un falso histrionismo, dando vida a un personaje inverosímil e insoportable y que está a millones de kilómetros de distancia de ser el arquetipo de italiano cincuentón afincado en esta tierra.”

Manrupe y Portela escriben:

”Insufrible paso de un exitoso programa de televisión.”